# بابلیان (حلزون)
بابِلیان  (نام علمی: Babyloniidae) نام یک تیره از بالاخانواده خاردارواران است.